# Platycoryne ambigua
Platycoryne ambigua là một loài thực vật có hoa trong họ Lan. Loài này được (Kraenzl.) Summerh. miêu tả khoa học đầu tiên năm 1934.